# فرد وليامز (لاعب كرة قدم أمريكية أمريكي)
فرد وليامز (بالإنجليزية: Fred Williams)‏ هو لاعب كرة قدم أمريكية أمريكي، ولد في 15 أبريل 1988.

## وصلات خارجية
- فرد وليامز على موقع مرجع كرة القدم المحترفة.كوم (الإنجليزية)
- فرد وليامز على موقع JustSportsStats.com (الإنجليزية)